# Пригорское сельское поселение
Пригорское сельское поселение — муниципальное образование в составе Смоленского района Смоленской области России.
Административный центр — село Пригорское.

## Географические данные
- Общая площадь: 130,4 км?
- Расположение: юго-восточная часть Смоленского района
- Граничит:
  - на севере — с городом Смоленск
  - на северо-востоке — с Козинским сельским поселением
  - на востоке — с Кардымовским районом
  - на юго-востоке — с Починковским районом
  - на юге — с Кощинским сельским поселением
  - на юго-западе — с Талашкинским сельским поселением
  - на западе — с Пионерским сельским поселением и Хохловским сельским поселением
  - на северо-западе — с Михновским сельским поселением
- По территории поселения проходит автомобильная дорога А141 Смоленск — Брянск.
- По территории поселения проходят железные дороги Смоленск — Рославль, имеются станции: о.п. 368-й км, Тычинино, Смоленское железнодорожное полукольцо.
- Крупные реки: Днепр, Сож.

## История
Образовано 2 декабря 2004 года.

## Население
| 2007  | 2011  | 2012  | 2013  | 2014  | 2015  | 2016  |
| ----- | ----- | ----- | ----- | ----- | ----- | ----- |
| 4603  | ↗4644 | ↗4826 | ↗5024 | ↗5200 | ↗5256 | ↗5366 |
| 2017  | 2018  | 2019  | 2020  | 2021  |       |       |
| ↗5424 | ↗5584 | ↗5669 | ↗5785 | ↘5657 |       |       |

## Населённые пункты
В сельское поселение входят 27 населённых пунктов:
| №  | Населённый пункт  | Тип     | Население (чел.) |
| -- | ----------------- | ------- | ---------------- |
| 1  | Балластный Карьер | деревня | 1                |
| 2  | Боровики          | деревня | 4                |
| 3  | Борщевщина        | деревня | 19               |
| 4  | Бубново           | деревня | 385              |
| 5  | Вербовка          | деревня | 2                |
| 6  | Верхние Доманичи  | деревня | 2                |
| 7  | Гущино            | деревня | 2                |
| 8  | Дрюцк             | деревня | 463              |
| 9  | Знаменка          | деревня | 27               |
| 10 | Казарма 368 км    | деревня | 5                |
| 11 | Казарма 369 км    | деревня | 3                |
| 12 | Ковалевка         | деревня | 196              |
| 13 | Корюзино          | деревня | 86               |
| 14 | Лашутино          | деревня | 3                |
| 15 | Нагать            | деревня | 378              |
| 16 | Пригорское        | село    | 2427             |
| 17 | Радиострой        | деревня | 7                |
| 18 | Раздорово         | деревня | 25               |
| 19 | Рай               | деревня | 213              |
| 20 | Станички          | деревня | 138              |
| 21 | Томашевка         | деревня | 63               |
| 22 | Тычинино          | деревня | 15               |
| 23 | Тычинино          | станция | 36               |
| 24 | Уколово           | деревня | 0                |
| 25 | Цыбульники        | деревня | 83               |
| 26 | Шабаново          | деревня | 35               |
| 27 | Щеченки           | деревня | 17               |

### Упразднённые населённые пункты
- деревни Бочаровщина (2010)[13], Нижние Доманичи (2001)[14].

## Руководство
Главой поселения и Главой администрации является Гончаров Олег Анатольевич